# Lars Arnesson
Lars Arnesson (ur. 20 lutego 1936 w Sandviken, zm. 1 października 2023) – szwedzki piłkarz, obrońca, a także trener piłkarski. W latach 1980–1986 był selekcjonerem reprezentacji Szwecji w piłce nożnej.

## Kariera
Arnesson w czasie swojej kariery zawodniczej reprezentował barwy klubów szwedzkich: Sandvikens IF oraz Djurgårdens IF, dla którego zaliczył 93 mecze i strzelił jednego gola, a także zdobył wraz z zespołem tytuł mistrza Szwecji w 1964 roku.
Arnesson po zakończeniu kariery zawodniczej, został trenerem piłkarskim. Trenował szwedzkie kluby m.in.  Östers IF oraz Djurgårdens IF. W latach 1975–1976 został trenerem drużyny narodowej do lat 21, natomiast w latach 1980–1986 został selekcjonerem drużyny narodowej Szwecji. Prowadził kadrę narodową w kwalifikacjach do mistrzostw świata w 1982 oraz w 1985 roku. Zrezygnował z prowadzenia kadry narodowej w 1986 roku, ponieważ nigdy nie zdołał z nią awansować na żadne mistrzostwa świata.
Po zakończeniu kariery trenerskiej Arnesson współpracował z komitetem technicznym FIFA.

## Sukcesy
- 1964: Zwycięzca Allsvenskan z Djurgårdens IF (jako trener)